# Service management
Service management är samordnad och effektiv styrning av en eller ett antal servicetjänster, så att tjänsterna levereras på överenskommen tid och plats till överenskommen kvalitet och kostnad. De övergripande målen med service management är att:
1. säkerställa att tjänsterna anpassas till den affärsverksamhet de ska stödja;
2. tjänsterna ska addera ett värde till den affärsverksamhet de ska stödja
3. över tiden sänka kostnaderna för tjänsteleveransen; och
4. över tiden höja kvaliteten på tjänsteleveransen.